# Die Differenzmaschine
Die Differenzmaschine (englischer Originaltitel: The Difference Engine) ist ein Roman aus dem Jahre 1990 und das Ergebnis einer Zusammenarbeit der beiden Autoren William Gibson und Bruce Sterling. Das Werk kann den Genres Alternativweltgeschichte und Science-Fiction zugeordnet werden und wird vielfach als erster Vertreter des Steampunk-Subgenres bezeichnet. Die Handlung spielt hauptsächlich im London des Jahres 1855 und dreht sich um einen mysteriösen Lochkartenstapel, ein einfaches Speichermedium, bestehend aus gestanzten Lochkarten, die von der titelgebenden Differenzmaschine, einem mechanischen Computer, ausgelesen werden können. Diesen Lochkartenstapel versuchen verschiedene Personen in ihre Gewalt zu bekommen, wobei die tatsächliche Bedeutung der Informationen darauf bis zum Schluss des Romans völlig unklar bleibt. Wie in anderen Geschichten von William Gibson ist der Stapel daher weitgehend ein MacGuffin.

## Vorgeschichte und Setting
Der Roman spielt im Großbritannien des Jahres 1855, mitten im Viktorianischen Zeitalter. Im Gegensatz zur realen Geschichtsschreibung jedoch hat das Land, beginnend mit den frühen 1830er Jahren, eine völlig andere Entwicklung durchgemacht. Diese Entwicklung wurde vor allem durch die s. g. Radikale Partei vorangetrieben, die von Lord George Gordon Byron geführt wird, der (im Gegensatz zur realen Zeitlinie) den Griechischen Unabhängigkeitskrieg überlebt hat. Die Radikalen haben zum Ziel, dem wissenschaftlichen, wirtschaftlichen und industriellen Fortschritt alle Hindernisse aus dem Weg zu räumen. Dabei werden sie bis 1830 noch durch Lord Wellington gehindert, der das Land als reaktionärer und diktatorisch regierender Premierminister führt. Als er bei einem Bombenattentat ums Leben kommt, ist der Weg jedoch frei und Byron wird neuer Premierminister. Die Schuld an dem Attentat auf Wellington wird derweil den Ludditen in die Schuhe geschoben, einer Bewegung von Maschinenstürmern, die für bessere Arbeitsbedingungen in den Fabriken demonstriert hatten. Einige ihrer Wortführer werden, auf Betreiben der neuen Regierung der Radikalen Partei, verurteilt und gehängt. Im Buch werden jedoch im Verlauf der Handlung Andeutungen gemacht, dass die Radikalen selbst das Attentat in die Wege geleitet hatten, um die Diktatur Wellingtons aus dem Weg zu räumen, und die Ludditen lediglich als Bauernopfer missbraucht wurden, um der Öffentlichkeit einen Schuldigen präsentieren zu können.
Unmittelbar nach ihrer Machtübernahme setzt die neue Regierung ihr ambitioniertes Programm um und schafft Standesgrenzen und kirchliche Beschränkungen ab, die Industrie und Wissenschaft bisher eingeschränkt hatten. Daraufhin erlebt das Britische Empire einen kolossalen, industriellen Entwicklungsschub. Gewaltige Fabrikanlagen entstehen, die Gesellschaft wird durch selbstfahrende Wagen mobiler und Charles Babbage entwickelt seine Differenzmaschine, die er in der tatsächlichen Zeitlinie zwar plante, aber nie vollendete. Im Zuge dieser Entwicklung formt sich eine neue Oberschicht aus praktisch veranlagten, neureichen Industriellen und bedeutenden Wissenschaftlern, an welche nun zunehmend auch Adelstitel vergeben werden (so tragen z. B. Isambard Kingdom Brunel, William Colgate und Charles Darwin den Titel einer Lordschaft). In den kommenden Jahrzehnten entsteht so eine Gesellschaft, die durch reines Nützlichkeits- und Machbarkeitsdenken geprägt ist, während Kunst, Kultur und ähnliche Aspekte des öffentlichen Lebens verkümmern.
Der Roman beschreibt im Verlauf der Handlung ein alternatives 19. Jahrhundert, in dem die durch die Herrschaft der Radikalen Partei entstandene Übermacht des Britischen Empires auf dem ganzen Globus massive Auswirkungen hat. Die Vereinigten Staaten von Amerika befinden sich in einem (verfrüht stattfindenden) Bürgerkrieg zwischen den Nord- und Südstaaten, zudem haben sich Texas und Kalifornien als eigenständige Republiken abgespalten. In New York wurde, im Chaos des Bürgerkrieges, die sozialistische Kommune von Manhattan ausgerufen. In Europa ist das Französische Kaiserreich, unter der Herrschaft von Napoleon III., die wichtigste politische Macht neben Großbritannien und versucht mit eigenen Differenzmaschinen (nach spezieller französischer Bauart) mit der rasanten, technischen Entwicklung schrittzuhalten. Der Krimkrieg, der 1853 bis 1856 zwischen dem Russischen Reich und Großbritannien ausgetragen wurde, findet auch im Roman statt. Allerdings sind die britischen Truppen durch den Einsatz von technisch überlegener Artillerie und Panzerwagen den Russen offensichtlich haushoch überlegen. Das isolierte Kaiserreich Japan wiederum wurde durch britische Kriegsschiffe zwangsweise dem Westen geöffnet (nicht durch die amerikanischen „Schwarzen Schiffe“ wie in der realen Zeitlinie) und versucht nun, durch regen kulturellen Austausch, von den Briten zu lernen, um dereinst zur mächtigsten und fortschrittlichsten Nation Asiens aufzusteigen.
Im Laufe des Romans kommen eine Reihe von tatsächlichen historischen Persönlichkeiten vor, die allerdings in der alternativen Zeitlinie einen völlig anderen Lebensweg beschritten haben. Karl Marx hat London, aufgrund seines Frustes über das offensichtliche Gelingen des kapitalistischen Systems, in Richtung Amerika verlassen und ist Führungsfigur der Kommune von Manhattan. Benjamin Disraeli lebt und arbeitet als Schriftsteller in London, ohne die erkennbare Absicht jemals Premierminister zu werden, wie er es in der realen Zeitlinie wurde. Der Dichter John Keats tritt als s. g. Kinotropist auf, also als Bediener eines einfachen Kinos, das mit Hilfe mechanischer Pixel einen Film abspielen kann. Der Autor Laurence Oliphant ist nur in den Augen der Öffentlichkeit ein Schriftsteller und arbeitet in Wirklichkeit als Agent und Chef der Geheimpolizei. Der französische Schriftsteller Théophile Gautier ist in dieser alternativen Welt ein Programmierer und Experte für die französischen Differenzmaschinen.

## Handlung
Der Roman beginnt mit Sybil Gerard, der Tochter des Ludditen-Aktivisten Walter Gerard, der im Zuge der Machtübernahme der Radikalen Partei verurteilt und hingerichtet worden war. Damals sorgte der aufstrebende Politiker Lord Charles Egremont dafür, dass Walter Gerard verhaftet wurde. Nach der Hinrichtung des Vaters stürzt Sybil gesellschaftlich ab und endet als Prostituierte in den Straßen Londons. Jahre später, zu dem Zeitpunkt da die Romanhandlung einsetzt, wird derselbe Egremont, der einst ihren Vater verriet, zu einem ihrer Kunden, jedoch ohne ihre Identität zu kennen. Ein anderer Freier, Michael Bradley, eröffnet Sybil eines Tages, dass er ihr einen Ausweg aus ihrem bisherigen Leben bieten kann. Bradley hat ihre Identität herausgefunden und will Sybil, als Gehilfin und Lehrling, unter seine Fittiche nehmen. Sie soll ihn auf einer Europareise begleiten, bei der Bradley gemeinsam mit dem ehemaligen Texanischen Präsidenten Samuel Houston unterwegs ist. Dieser wurde in der Heimat durch einen Militärputsch gestürzt und ist nun in Europa unterwegs, um Unterstützer und Geldgeber zu finden, mit deren Hilfe er in Mexiko eine Armee aufstellen kann, um die Macht in Texas wiederzugewinnen. Dafür hält er eine Vortragsreihe in London, die in den nächsten Tagen in Paris fortgesetzt werden soll. Bradley begleitet Houston als Kinotropist, der Houstons Vortrag visuell begleiten soll. Bevor der Vortrag beginnt, gibt Bradley Sybil den Auftrag, einen Holzkasten mit einem geheimnisvollen Lochkartenstapel zur Post zu bringen und nach Paris vorauszuschicken. Die Informationen auf den Lochkarten sollen eine Reihe von mathematischen Formeln beweisen, mehr will Bradley jedoch nicht verraten. Da die Karten nach der französischen Industrienorm bearbeitet sind, kann Bradley sie in London nicht auslesen lassen und will dies dann in Paris, an einem französischen Rechner, tun. Vor der Abreise auf den Kontinent, die in der Nacht nach dem Vortrag stattfinden soll, verschickt Sybil ein Telegramm an Egremont, durch das sie ihre wahre Identität enthüllt und Egremont droht, dass sie England in Begleitung mächtiger Freunde verlasse. Doch die Abreise findet nicht wie geplant statt. Der angetrunkene Houston gerät an der Hotelbar mit Bradley in Streit und will nicht mehr weiter mit ihm zusammenarbeiten, auf Houstons Hotelzimmer greift zudem ein Attentäter der Texanischen Junta die Gruppe an, der Houston töten soll. Houston überlebt zwar angeschossen, doch Bradley stirbt im Handgemenge. Sybil und Houston machen sich daraufhin auf unterschiedlichen Wegen doch auf den Weg nach Frankreich, wo sie jedoch nicht aufeinandertreffen. Später erfährt man, dass Houston sein Ziel, die Macht in Texas wiederzuerringen, nicht erreichen wird.
Einige Zeit später kehrt der Paläontologe und Entdecker Edward Mallory von einer langen Forschungsexpedition in Amerika nach Großbritannien zurück. Bei seinen Ausgrabungen in Wyoming hat er die fossilen Überreste eines Dinosauriers ausgegraben, den die Presse „Land-Leviathan“ nennt, was ihm den Spitznamen „Leviathan-Mallory“ eingebracht hat. Beim Besuch eines Autorennens fallen Mallory eine Frau und ein Mann auf, die eine zweite Frau in ihrer Begleitung haben. Die zweite Frau, deren Gesicht mit einem Schleier verdeckt ist, befindet sich offensichtlich gezwungenermaßen in der Gewalt der anderen beiden Personen. Mallory liefert sich eine wüste Schlägerei mit dem unbekannten Mann und befreit die Frau. Er führt sie zur Königlichen Einfriedung, wobei sie ihm den Holzkasten mit den Lochkarten anvertraut, den der Leser als das Besitzstück Bradleys kennt, den Sybil Gerard nach Paris verschickt hatte. Noch ist völlig unklar, wie der Lochkartenstapel in ihren Besitz gekommen ist. Die unbekannte Frau betraut Mallory mit der sicheren Aufbewahrung. Erst, als sie schon bei der Polizeiabsperrung der Königlichen Einfriedung ist, lüftet sie ihren Schleier und gibt sich als Ada Byron, die Tochter von Lord Byron, dem Premierminister, zu erkennen, die zudem als begnadete Programmiererin bekannt ist.
Wieder zurück in London, wo Mallory in der Royal Society arbeitet, erhält er einen Drohbrief, der mit „Kapitän Swing“ unterzeichnet ist und in dem von ihm die Rückgabe der Lochkarten gefordert wird. Swing droht damit Mallory zu vernichten und bringt einige grobe Gerüchte über ihn in Umlauf, u. a. dass er angeblich der Mörder eines kurz zuvor getöteten Kollegen, Prof. Francis Rudwick, sei. Außerdem verfolgen zwei Straßengauner Mallory und verletzen ihn bei einem Handgemenge schwer. Vom Chef der Geheimpolizei, Laurence Oliphant, wird Mallory daher unter Polizeischutz gestellt. Außerdem nimmt Oliphant Ermittlungen gegen die beiden Unbekannten auf, die Mallory auf der Rennbahn getroffen und aus deren Gewalt er Ada Byron befreit hatte. Bei einem Besuch im Amt für Statistik, wo auf gewaltigen Differenzmaschinen unzählige Daten über vorbestrafte Kriminelle gespeichert sind, kann Mallory zudem den Namen der Frau herausfinden, die auf der Rennbahn zugegen war. Sie heißt Florence Russel Bartlett. Der Name des Mannes bleibt zwar unbekannt, allerdings ist sich Mallory sicher, dass er mit Kapitän Swing, von dem die Drohbriefe stammen, identisch sein muss. Um den Lochkartenstapel zu schützen, den er von Ada Byron in Gewahrsam genommen hat, arbeitet er ihn in den Schädel einer kolossalen Gipsfigur des von ihm entdeckten Dinosauriers im Museum der Paläontologie ein. Den Aufenthaltsort teilt er Ada Byron schriftlich mit.
Parallel zu den Geschehnissen um Mallory und den Lochkartenstapel brechen in London anarchieartige Unruhen aus, die durch ein Phänomen, das als der Große Gestank bezeichnet wird, ausgelöst werden. Das Ausbleiben von Regen und frischem Wind sorgen dafür, dass sich eine gewaltige Wolke aus Smog, Dunst, Fabrikrauch und stinkenden Ausdünstungen der Themse, die wegen fehlendem Regen die Abwässer nicht mehr fortspült, über die Stadt gelegt hat. Das Parlament, der Königshof sowie die gesamte wohlhabende Schicht der Stadt sind bereits aufs Land oder in andere Städte geflohen. Im heißen und stickigen Dunst in den Straßen verliert die Polizei die Kontrolle über die Stadt. Plündernde Banden brechen in Geschäfte ein und liefern sich Straßenschlachten mit der Polizei und der Feuerwehr, das Verkehrsnetz bricht zusammen und alle Dampfmaschinen werden abgestellt, um weiteren Smog zu verhindern. Mitten im Chaos sieht Mallory, dass in der ganzen Stadt Plakate hängen, auf denen kompromittierende Lügen über ihn verbreitet werden. Auf weiteren Plakaten wird zudem zu Aufstand und Anarchie aufgerufen, u. a. indem das moderne London mit der biblischen Hure Babylon gleichgesetzt und als „Babylondon“ bezeichnet wird. Durch eine klärendes Gespräch mit dem Plakatkleber findet Mallory heraus, dass die Plakate von Kapitän Swing in Auftrag gegeben wurden. Der Plakatkleber offenbart Mallory zudem den Aufenthaltsort Swings – die Westindiendocks. Noch während die Unruhen des Großen Gestanks wüten, suchen Mallory, zwei seiner herbeigeeilten Brüder sowie Inspektor Frazer, der zu Mallorys Schutz abgestellt wurde, das Hauptquartier Swings an den Docks auf und liefern sich eine Schießerei mit dessen Anhängern. Als Regen einsetzt und das baldige Ende des Großen Gestanks und damit der Aktivitäten Swings verheißt, versucht Swing in einer letzten verzweifelten Tat Mallory zu töten, wird dabei allerdings von diesem erschossen. Seine Vertraute, Florence Russel Bartlett, kann jedoch fliehen.
Während in London der Große Gestank gewütet hat, ist der Premierminister Byron an Altersschwäche gestorben. Seine Nachfolge nimmt Lord Brunel ein, unter dessen Regierung Charles Egremont eine hohe Position erhält und eine aggressive Anti-Ludditen-Kampagne ins Leben ruft. Er beschuldigt Ludditen an den anarchischen Unruhen in London schuld zu sein, obwohl es diese Bewegung seit den Jahren der Machtübernahme der Radikalen Partei nicht mehr gibt. Im vermeintlichen Kampf gegen Ludditen übernimmt Egremont nach und nach die Kontrolle über diverse Staatsinstitutionen, vor allem das mächtige Amt für Statistik, und droht bald Großbritannien autokratisch zu regieren. Während sich die Herrschaft Egremonts nach und nach verfestigt, ermittelt Oliphant weiterhin nach dem wahren Mörder von Prof. Rudwick sowie nach den Hintergründen zum Attentat auf Houston, bei dem Michael Bradley ums Leben gekommen ist. Der Täter, der für beide Morde verantwortlich war, der texanische Attentäter, kann allerdings nur noch tot in seiner Wohnung aufgefunden werden, umgebracht durch vergiftete Bohnen. Alles spricht dafür, dass die geflohene Florence Russel Bartlett den Texaner unterstützt und für ihre Zwecke eingespannt hatte, ihn jetzt aber nicht mehr benötigte. Sie wird wenige Tage später bei einem Gefecht mit der Polizei getötet, als sie versucht den Gipsschädel mit dem Lochkartenstapel aus dem Museum zu stehlen, wo ihn Mallory versteckt hatte. In ihrer Tasche findet Oliphant einen Brief von Ada Byron. Erst dadurch stellt sich heraus, dass Ada Byron die ganze Zeit mit der Gruppe um Swing unfreiwillig unter einer Decke gesteckt hatte. Der Brief offenbart einen großen Teil der Hintergrundgeschichte. Ada Byron wollte ihre hohen Wettschulden bei Swings Leuten durch das Programmieren eines „Modus“, eines Programmes, mit dem man Wettergebnisse vorhersagen kann, begleichen. Der Modus geriet jedoch in die Hände Bradleys, der ihn von Sybil nach Paris verschicken ließ. Nachdem Florence Russel Bartlett den Modus in Frankreich wieder in ihren Besitz und damit unter die Kontrolle Swings gebracht hatte, sollte der Modus an der Rennstrecke ausprobiert werden, was jedoch durch das Eingreifen Mallorys erneut verhindert wurde. Als Mallory jedoch den Aufenthaltsort des Lochkartenstapels Ada Byron anvertraute, gab sie die Information sofort an Swing weiter, um ihre Schulden einzulösen. Nun, nach dem Tod Swings und Bartletts, nimmt Oliphant den Lochkartenstapel an sich und verwahrt ihn privat, aus Angst, er könnte dem immer mächtiger werdenden Egremont in die Hände fallen. Im Rahmen der Ermittlungen fällt Oliphant auch der Text des Telegramms in die Hände, das Sybil vor ihrer Abreise aus dem Hotel, in welchem das Attentat stattfand, an Egremont geschickt hatte. Darin hatte Sybil Egremont an seinen Verrat an ihrem Vater erinnert. Oliphant sieht eine Möglichkeit, die Verfestigung der Herrschaft Egremonts über Großbritannien zu verhindern. Mithilfe seines Bekannten Lucien Arslau, eines hochrangigen Vertreters des französischen Sicherheitsapparates, sucht Oliphant Sybil in Paris auf. Er überzeugt sie davon, Egremont mit ihrem Wissen um dessen Verrat an Walter Gerard zu erpressen und seine politische Karriere so zu beenden. Sybil schreibt einen Brief, in welchem sie Egremont droht, die Geschichte öffentlich zu machen. Als ein japanischer Schüler und Vertrauter Oliphants den Brief an Egremont übergibt, ahnt der Leser, dass die politischen Ambitionen Egremonts damit ein Ende finden werden.
Das letzte Kapitel des Romans besteht aus einer Reihe von Einzelschriftstücken, u. a. Zeitungsartikel, Briefe, private Tagebucheinträge, die (in einem dokumentarischen Stil) einige offengebliebene Hintergründe sowie Teile der Vorgeschichte der Handlung aufklären. Im letzten Abschnitt wird beschrieben, wie Ada Byron nach einem Vortrag in Paris eine Vision von der Zukunft hat. Darin sieht sie, wie im modernen London des Jahres 1991 (ein Jahr nach der tatsächlichen Veröffentlichung des Buches) ein moderner Supercomputer die Ereignisse von damals offensichtlich analysiert hat, um seine eigene Entstehungsgeschichte nachzuvollziehen. Er stellt sich so als der Erzähler der Handlung heraus. Es wird deutlich, dass das Programm auf dem Lochkartenstapel die Grundlage für die Programmierung des Computers war. Im Angesicht der Erkenntnis seiner eigenen Entstehungsgeschichte erkennt der Computer sich selbst und entwickelt ein eigenes Bewusstsein. In der Folge redet er das erste Mal von sich selbst als Ich.

## Kritik
Hervorgehoben wurde in Besprechungen des Buches, dass die geschilderte Welt lediglich eine literarische Umgebung konstruiert, die trotz aller farbigen Ausschmückungen auf unsere Gegenwart und ihre Probleme verweist.

## Buchausgaben
- The Difference Engine. Victor Gollancz, London 1990.
- Die Differenz-Maschine. Heyne, 1992, ISBN 3-453-05380-X.
- Die Differenz-Maschine. Heyne, 2012, ISBN 978-3-453-52672-3.